# Цукмайер, Карл
Карл Цукма́йер (нем. Carl Zuckmayer; 27 декабря 1896 года, Наккенхайм — 19 января 1977 года, Зас-Фе, кантон Вале) — немецкий писатель, поэт, драматург, наиболее известный своими пьесами и киносценариями.

## Биография
Родился в винодельческом городе Наккенхайм в семье владельца фабрики. Добровольцем участвовал в Первой мировой войне, воевал на Западном фронте. Войну окончил в звании лейтенанта с Железным крестом I и II степени, орденом Церингенского льва и гессенской медалью за храбрость. Дебютировал антивоенными стихами в экспрессионистском журнале «Die Aktion». Изучал естествознание, философию, историю литературы в университетах Франкфурта-на-Майне и Гейдельберга (1918—1920). С 1924 года работал драматургом в Немецком театре в Берлине под началом Макса Рейнхардта (вместе с Брехтом).
В 1933—1946 годах — в эмиграции в США. Получил большую поддержку журналистки Дороти Томпсон и её мужа, знаменитого писателя Синклера Льюиса. В 1939—1941 годах работал сценаристом в Голливуде. В 1943—1944 годах сотрудничал с американским Управлением стратегических служб (материалы опубликованы в США в 2002 году). Получил американское гражданство (1946), инспектировал послевоенную Германию в качестве атташе США по культуре (материалы опубликованы в США в 2004 году).
Был женат на писательнице Алисе Франк, в 1926 году у супругов родилась дочь Виннета Мария.
С 1958 года жил в Швейцарии, в 1966-м получил швейцарское гражданство. Оставил мемуары (1966).

## Пьесы

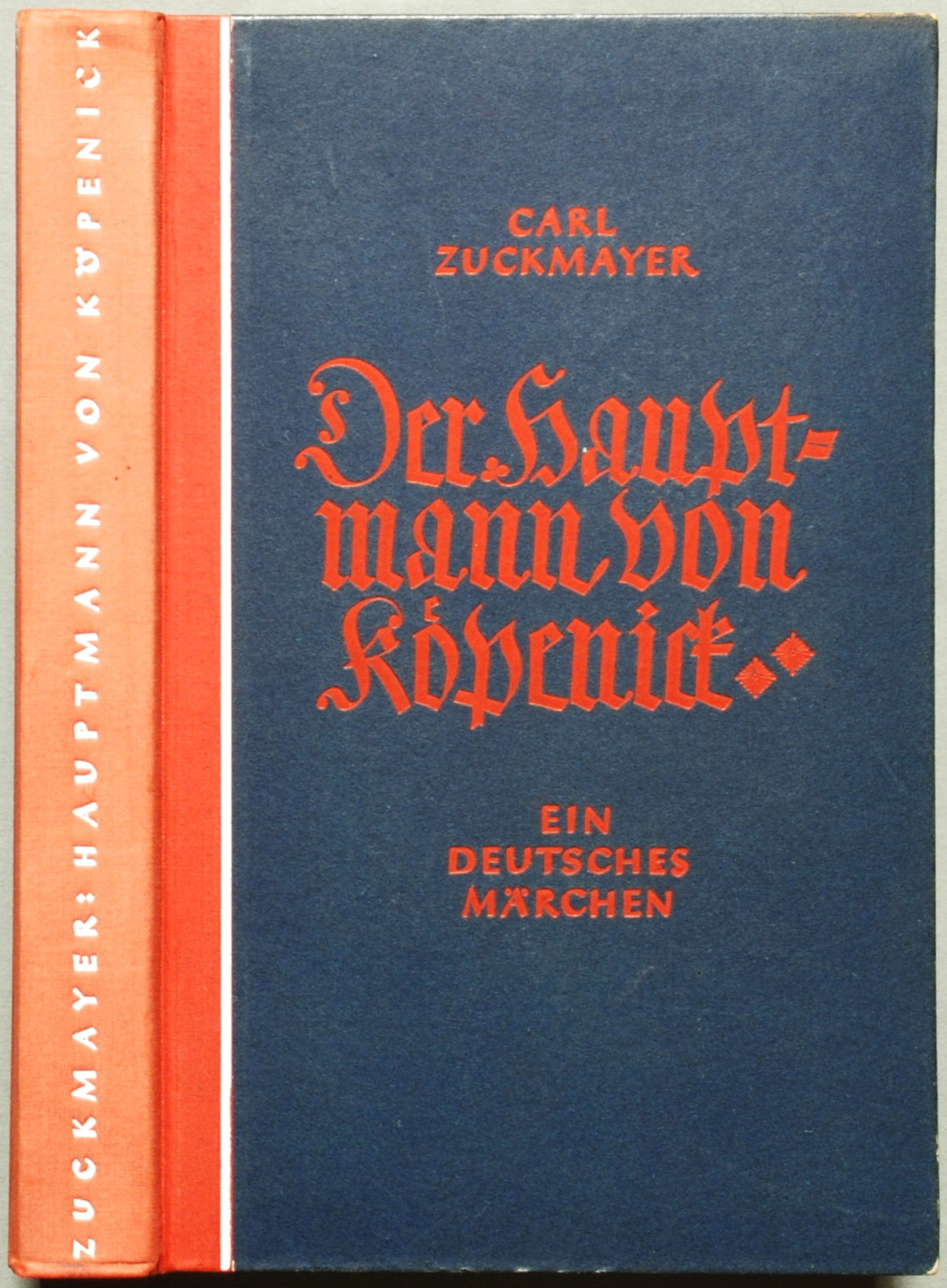
Обложка «Капитана из Кёпеника»

- 1925 — Радостный виноградник (премия Клейста)
- 1927 — Шиндерханнес (экранизирована)
- 1931 — Капитан из Кёпеника (по собственному роману, 1926)
- 1946 — Генерал дьявола (по биографии Эрнста Удета, экранизирована)
- 1955 — Холодный свет (пост. Густаф Грюндгенс)
- 1975 — Крысолов (пост. в Цюрихе Леопольд Линдберг, опера Фридриха Церхи — 1987).

## Экранизации
Многие произведения Цукмайера экранизированы, и неоднократно, в том числе такими крупными режиссёрами, как Джозеф фон Штернберг, Макс Офюльс, Александр Корда, Эрих Энгель. Ему принадлежит сценарий ставшего знаменитым фильма «Голубой ангел» (по роману Генриха Манна «Учитель Гнус»). Его сценарий фильма «Сила мундира» (1956) по собственной драме «Капитан из Кёпеника» (1931) получил Премию немецкого кино.

## Награды
Премия Генриха Клейста (1925 год), Премия Георга Бюхнера (1927), премия Гёте (1952) и многие другие литературные премии. Писателю присужден Большой офицерский крест ордена «За заслуги перед Федеративной Республикой Германия» (1955). Орден "Pour le Mérite" (1967). Австрийский почётный знак За науку и искусство (1968). Он — почётный доктор Боннского университета. Его именем назван астероид 8058 (1977). С 1979 года землёй Рейнланд-Пфальц вручается литературная медаль Карла Цукмайера (англ.).